# 710'erne
Århundreder: 7. århundrede – 8. århundrede – 9. århundrede
Årtier: 660'erne 670'erne 680'erne 690'erne 700'erne – 710'erne – 720'erne 730'erne 740'erne 750'erne 760'erne
År: 710 711 712 713 714 715 716 717 718 719

## Begivenheder
- Missionæren Willibrord besøger Danmark og danernes konge Ongendus. Willibrod er den første missionær der vides at have rejst til Danmark. Kongen er ikke interesseret i at antage kristendommen, men tillader at Willibrord frikøber 30 slavedrenge, som han får lov til at tage med sig.